# Hjartdal
Hjartdal is een gemeente in de provincie Telemark in Noorwegen. De gemeente telde 1593 inwoners in januari 2017.
Bij Hjartdal behoren ook Sauland en Tuddal. Hjartdal grenst aan Seljord, in het noorden aan Tinn en Notodden. Hoogste punt is de Vindeggen, circa 1516 m.
Bamble · Drangedal · Fyresdal · Hjartdal · Kragerø · Kviteseid · Midt-Telemark · Nissedal · Nome · Notodden · Porsgrunn · Seljord · Siljan · Skien · Tinn · Tokke · Vinje